# Апостольская администратура Москвы
Апостольская администратура Москвы — структура Католической Церкви, установленная в 1926 году Апостольским Делегатом в СССР епископом Мишелем д`Эрбиньи SJ согласно папскому декрету «Quo aptius».

## История

### Назначение Апостольского Делегата
10 марта 1926 год а Папа Пий XI подписал два документа: motu proprio «Plenitudine potestatis» и декрет «Quo aptius». Декрет «Quo aptius» гласил: 
Утверждаем и назначаем высокопреподобного священника Мишеля д`Эрбиньи, титулярного епископа Иллионского, Апостольским Делегатом в России, то есть на всей территории СССР, предоставляя ему полномочия отменять, утверждать, расширять или ограничивать — в том числе в территориальных вопросах — юрисдикцию настоящих Апостольских администраторов или генеральных викариев; создавать новые Администратуры и назначать новых администраторов, избранных им в Господе, а также возводить их в епископский сан и совершать хиротонии, предоставляя им необходимые, с его точки зрения полномочия.
 При этом о епископском посвящении д’Эрбиньи и о целях его поездки в СССР не объявлялось.

### Деятельность д’Эрбиньи. Назначение им епископов
В ходе своих визитов в СССР в 1926 году епископ д’Эрбиньи восстановил разрушенную большевиками структуру Католической церкви, назначил Апостольских администраторов и некоторых из них тайно хиротонисал во епископы.

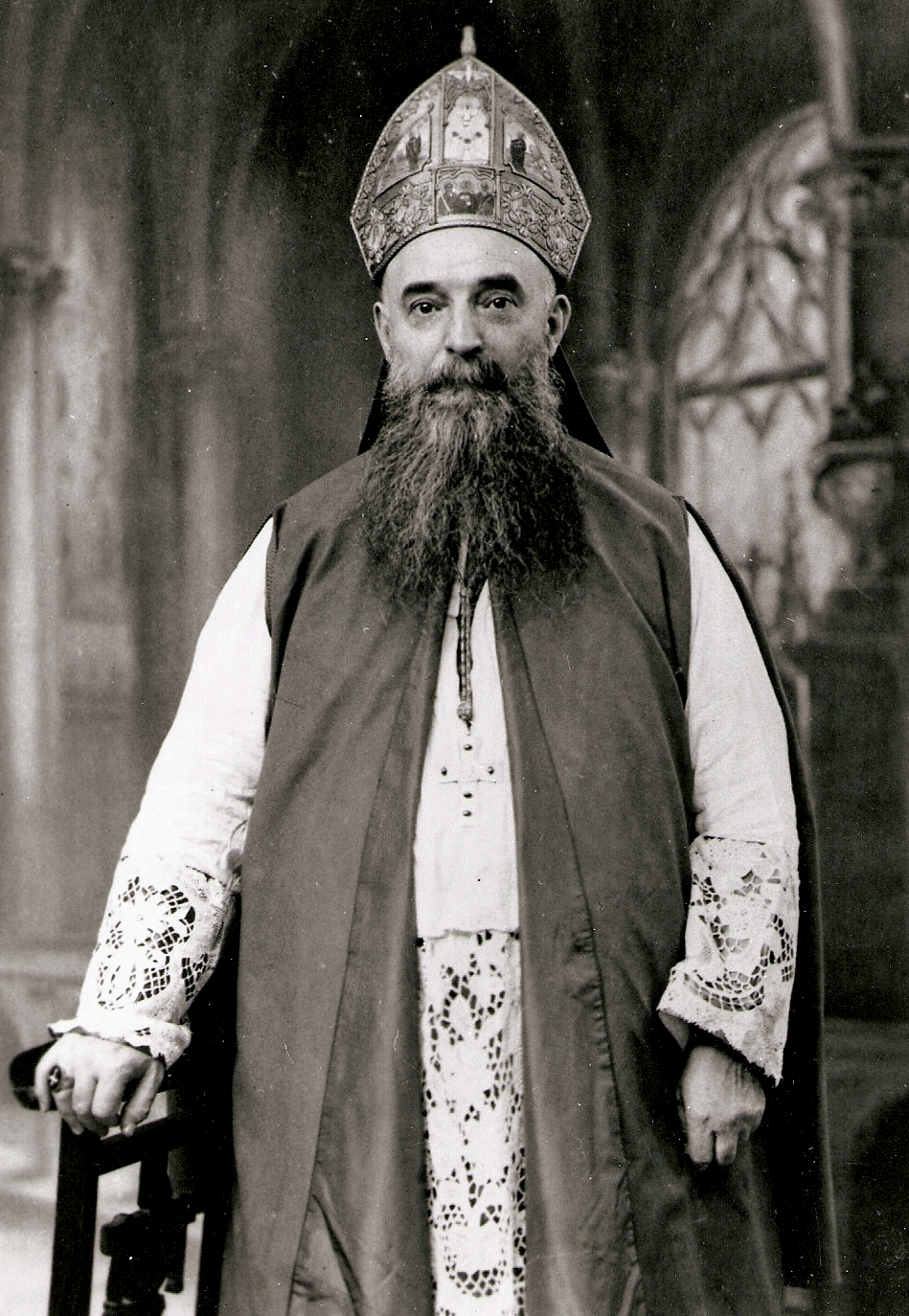
Епископ Пий Эжен Невё

Так, 21 апреля 1926 в Москве в храме святого Людовика он тайно рукоположил в сан епископа о. Пия Эжена Невё, AA, и назначил его Апостольским администратором Москвы. Остальные ординарии (Антоний Малецкий, Болеслав Слосканс и Александр Фризон — Апостольские администраторы Ленинграда, Минска — Могилёва и Одессы (соответственно), а также экзарх католиков восточного обряда блаженный Леонид Фёдоров) были подчинены Невё. Согласно папским декретам, монсеньор Невё мог также устанавливать новых Апостольских администраторов и рукоположить не более трёх новых епископов. Он вступил в исполнение обязанностей Апостольского администратора 3 октября 1926 года и тогда же официально заявил о своём епископском сане. Уже 18 октября органы советской власти потребовали от епископа в трёхдневный срок покинуть СССР. Однако за него вступилось французское посольство, и ему было разрешено остаться в стране с условием, что он будет окормлять только французов. В реальности его паствой продолжали быть католики разных национальностей.

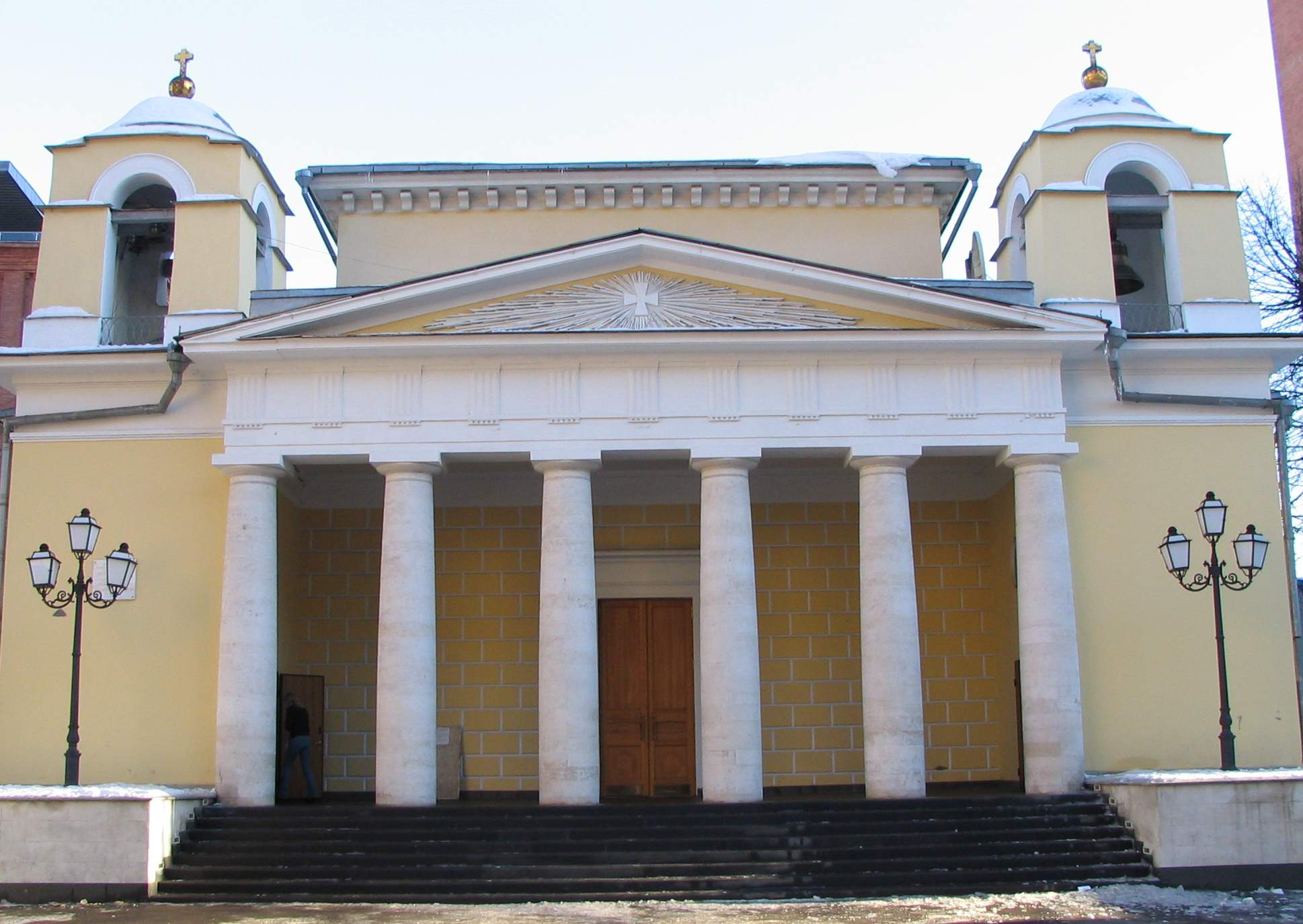
Церковь св. Людовика

В 1932 году монсеньор Невё тайно принял в Католическую церковь православного архиепископа Варфоломея (Ремова). В 1933 году, так же тайно, владыка Варфоломей получил официальные документы о своих полномочиях от папской комиссии «Pro Russia» за подписью главы этой комиссии епископа Мишеля д’Эрбиньи. В документах говорилось об учреждении титулярной кафедры Сергиевской в юрисдикции папы римского и о поставлении на неё «уже облечённого епископским саном в восточном обряде» епископа Варфоломея в качестве викария епископа Невё. В 1935 году владыка Варфоломей был арестован и расстрелян.
В 1936 году монсеньор Невё выехал во Францию на лечение, после чего ему было запрещено возвращаться в СССР.

### После отъезда монсеньора Невё
Остальные епископы к тому времени были уже арестованы или высланы. На свободе в это время на всем пространстве СССР оставалось около 16 католических священников. К концу 1930-х годов в РСФСР действовали лишь два католических прихода, причём на территории Апостольской администратуры Москвы — всего один (Храм святого Людовика в Москве), настоятелем которого после отъезда Невё стал отец Леопольд Браун, капеллан американского посольства.

## Преемство
Формально Апостольская администратура Москвы существовала вплоть до 1991 года, когда была упразднена в связи с созданием Апостольской администратуры для католиков латинского обряда Европейской России с центром в Москве.